# サムデイ (テレビドラマ)
『サムデイ』（朝: 썸데이, 英: Someday）は、大韓民国のテレビドラマである。2006年（平成18年）にOCNが制作、ケーブルテレビで放映し、2009年（平成21年）にOBSで地上波放映された。

## 略歴・概要
ケーブルテレビ・オンメディアの映画専門チャンネルOCNが制作したテレビドラマで、名古屋でのロケーション撮影が行われた。日本側キャストとして、『中学生日記』の荒畑先生役で知られる多田木亮佑が出演した。
日本では、2008年（平成20年）6月4日および同27日、ポニーキャニオンからDVDボックスが2巻に分けて発売された。

## スタッフ
- 企画 : キム・ウィソク
- 演出 : キム・ギョンヨン
- 脚本 : キム・ヒジェ

## キャスト
- 山口はな：ペ・ドゥナ
- ゴ・ジンピョ：キム・ミンジュン
- イム・ソクマン：イ・ジヌク
- チョン・ヘヨン：オ・ユナ
- 編集長：多田木亮佑

## ストーリー
日本の少女マンガ家・山口はな（ペ・ドゥナ）は、3年続いた連載が突然打ち切られる。
ある日、隣人の老人が亡くなり、遺書には自らが韓国人であることが書かれていた。はなは、夜、向かいの老婦人が老人の遺骨を持ち去るのを目撃する。翌日から、老婦人は不在となる。
はなの祖母が、励ます気持ちではなにソウル行きの航空券を贈る。はなは、ソウルへ旅立つ。老婦人が韓国にいると考えたはなは、ソウルに着くと、人探しを仕事としているソクマン（イ・ジヌク）の存在を知り、連絡を取る。指定場所の病院にはなが着くと、同病院の院長ジンピョ（キム・ミンジュン）が、はなの描く老婦人のイラストをみて、ひとめではなを「山口はな」だとわかる。院長ははなの大ファンだったのだ。